# ارتش ویرجینیای شمالی
ارتش ویرجینیای شمالی (انگلیسی: Army of Northern Virginia) اولین نیروی نظامی تشکیل شده از ایالات مؤتلفه آمریکا در همایش شرق از جنگ‌های داخلی آمریکا می‌باشد؛ و همچنین به عنوان ساختار اصلی فرماندهی وزارت ویرجینیای شمالی در زمان جنگ داخلی شناخته می‌شد. عمده فعالیت نظامی آن در مقابل اتحادیه و ارتش پوتوماک بود.
عنوان نام این ارتش برگرفته از عنوان منطقه عملیاتی اصلی آن بود. همانند اغلب نام‌های ارتش ایالات متحده که متعلق به این مجموعه بودند. این ارتش به عنوان ارتش هم‌پیمان پوتوماک در ۲۰ ژوئن ۱۸۶۱ سازماندهی گردید و از تمام نیروهای عملیاتی در شمال ویرجینیا تشکیل شد. در ۲۰ تا ۲۱ ژوئیه ارتش‌هایی از شناندو و نیروهایی از منطقه هارپرز فری به آن پیوستند. واحدهای ارتش شمال غربی از ۱۴ مارس تا ۱۷ مه ۱۸۶۲ به ارتش پوتوماک پیوستند و ارتش پوتوماک در ۱۴ مارس با عنوان ارتش ویرجینیای شمالی نامگذاری گردید.

## نگارخانه

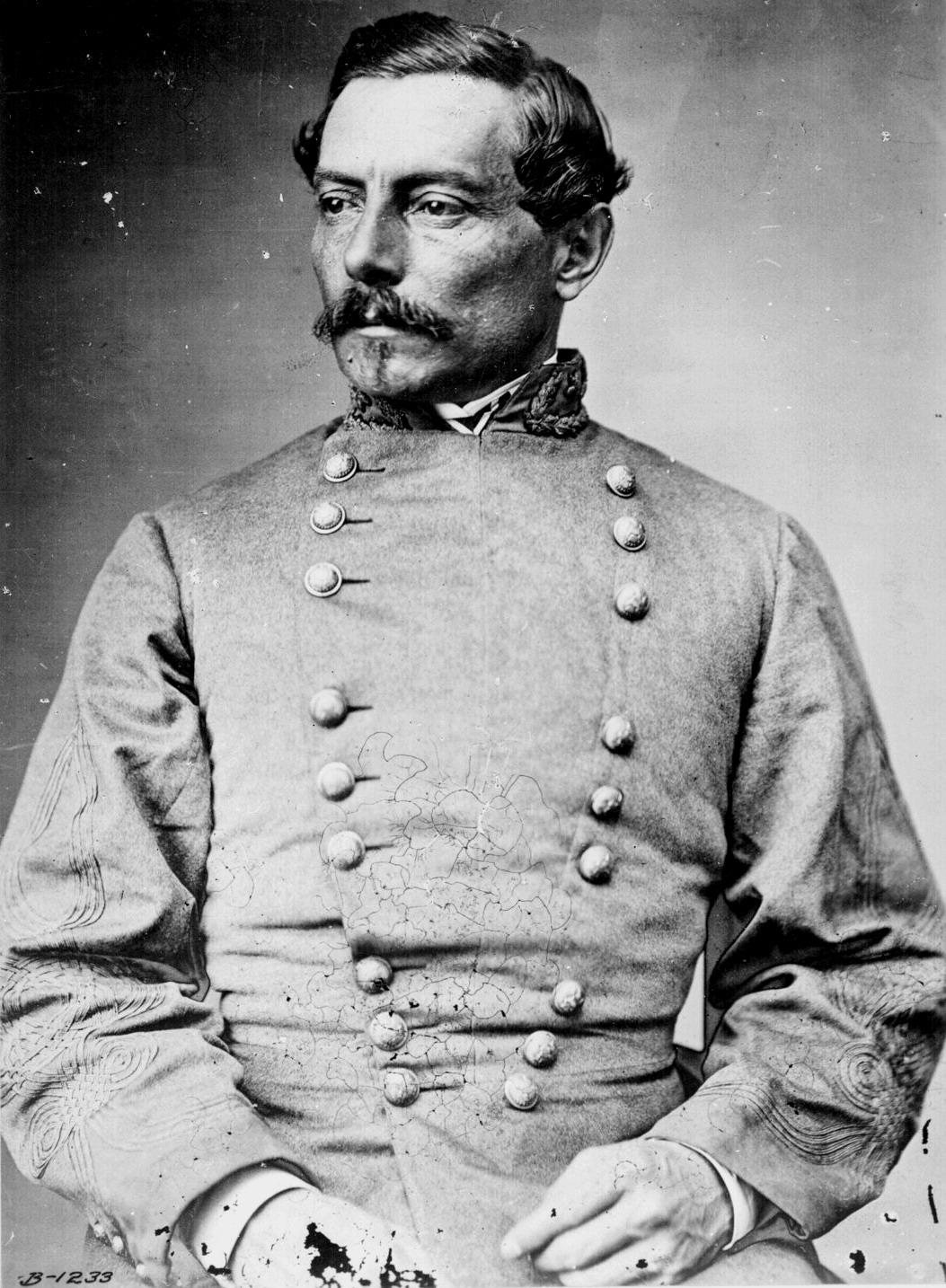
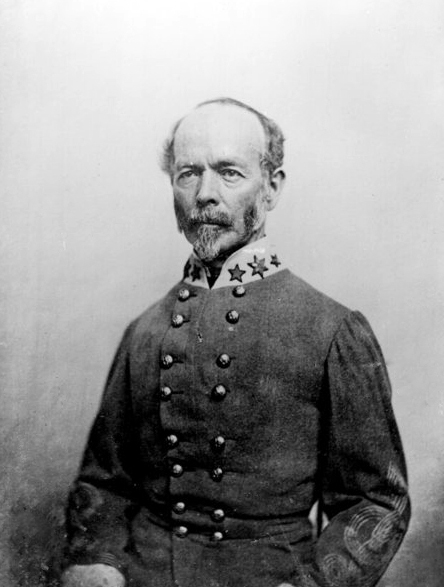